# Draganićka šuma - Ješevica 1
Draganićka šuma - Ješevica 1 este o arie protejată (sit de importanță comunitară — SCI) din Croația întinsă pe o suprafață de 65,87 ha, integral pe uscat.

## Localizare
Centrul sitului Draganićka šuma - Ješevica 1 este situat la coordonatele 45°34′06″N 15°38′47″E / 45.568389°N 15.646277°E.

## Înființare
Situl Draganićka šuma - Ješevica 1 a fost declarat sit de importanță comunitară în iulie 2013 pentru a proteja un număr necunoscut de specii din flora spontană și fauna sălbatică aflate în arealul zonei.

## Biodiversitate
Situată în ecoregiunea continentală, aria protejată conține 2 habitate naturale: Lacuri eutrofice naturale cu vegetație de tip Magnopotamion sau Hydrocharition, Păduri aluvionare cu Alnus glutinosa și Fraxinus excelsior (Alno-Padion, Alnion incanae, Salicion albae).
La baza desemnării sitului se află un număr nedeclarat de specii protejate.